# Singles Box Set 1986–1995
Albums de Duran Duran
Singles Box Set 1981–1985
(2004) Astronaut
(2004)
The Singles 1986-1995 est un box set du groupe britannique Duran Duran sorti en 2004. Il compile les singles du groupe sortis entre 1986 et 1995.

## Contenu
Cette compilation retrace la période entre le quatrième album studio, Notorious et l'album de reprises Thank You. Précédée du coffret Singles Box Set 1981–1985, elle s'inscrit dans la volonté d'EMI de sortir des compilations en exploitant le catalogue du groupe, malgré son départ du label au milieu des années 1990, après 17 ans de collaboration.
Certaines chansons, comme des faces B et des versions remixées, n'avaient auparavant jamais éditées en CD.
Il y a cependant plusieurs titres qui n'apparaissent pas dans ce coffre, principalement quatre faces B qui étaient initialement présentes sur diverses éditions des singles de Come Undone :
- Falling Angel
- Time for Temptation
- Stop Dead
- To the Shore (remix)

To the Shore était initialement présente sur le premier album du groupe Duran Duran (1981). Elle sera cependant supprimée lors de la réédition vinyle de 1983 pour faire place à un tout nouveau titre, Is There Something I Should Know?.

## Liste des titres
| - CD 1 : Notorious (1986) 1. Notorious (45 Mix) 2. Winter Marches On 3. Notorious (Extended Mix) 4. Notorious (Latin Rascals Mix) - CD 2 : Skin Trade (1987) 1. Skin Trade (Radio Cut) 2. We Need You 3. Skin Trade (Stretch Mix) 4. Skin Trade (Album version) - CD 3 : Meet El Presidente (1987) 1. Meet El Presidente (7" Remix) 2. Vertigo (Do The Demolition) 3. Meet El Presidente 4. Meet El Presidente (Meet El Beat) - CD 4 : I Don't Want Your Love (1988) 1. I Don’t Want Your Love (7" Mix) 2. I Don’t Want Your Love (Album version) 3. I Don’t Want Your Love (Big Mix) - CD 5 : All She Wants Is (1988) 1. All She Wants Is (45 Mix) 2. I Believe/All I Need To Know 3. All She Wants Is (US Master Mix) 4. All She Wants Is (Euro Dub Mix) 5. Skin Trade (Parisian Mix) - CD 6 : Do You Believe in Shame? (1989) 1. Do You Believe In Shame? 2. The Krush Brothers LSD Edit 3. God (London) 4. This Is How A Road Gets Made 5. Palomino (Edit) 6. Drug (Original Version) 7. Notorious (live au Ahoy Rotterdam, 1987) - CD 7 : Burning the Ground (1989) 1. Burning the Ground 2. Decadance 3. Decadance (2 Risk E Remix 12") - CD 8 : Violence Of Summer (1990) [33:47] 1. Violence Of Summer (7" Mix) - 3:30 2. Violence Of Summer (The Story Mix) - 3:18 3. Violence Of Summer (Power Mix) - 4:56 4. Violence Of Summer (Album version) - 4:20 5. Violence Of Summer (The Rock Mix) - 4:23 6. Violence Of Summer (The Dub Sound Of A Powerful Mix) - 4:45 7. Violence Of Summer (Power Cutdown) - 4:01 8. Throb - 4:25 - CD 9 : Serious [16:27] 1. Serious (Single Version) - 3:56 2. Yo Bad Azizi - 3:03 3. Water Babies - 5:35 4. All Along The Water - 3:47 | - CD 10 : Ordinary World (1993) [36:38] 1. Ordinary World (Single version) - 4:43 2. My Antarctica - 5:00 3. Ordinary World - 5:39 4. Save a Prayer (single version) - 5:25 5. Skin Trade - 4:25 6. The Reflex (7" version) - 4:25 7. Hungry Like the Wolf (130 B.P.M. version) - 3:25 8. Girls on Film - 3:30 - CD 11 : Come Undone (1993) [41:15] 1. Come Undone (Edit) - 4:15 2. Ordinary World (Acoustic version) - 5:05 3. Come Undone (FGI Thumpin’ 12") - 8:14 4. Come Undone (La Fin De Siecle) - 5:25 5. Come Undone (Album version) - 4:31 6. Rio (Album version) - 5:33 7. Is There Something I Should Know? - 4:05 8. A View to a Kill - 3:33 - CD 12 : Too Much Information (1993) [60:22] 1. Too Much Information (Album version) - 4:56 2. Come Undone (live) - 7:35 3. Notorious (live) - 5:31 4. Too Much Information (Ben Chapman 12" Mix) - 6:18 5. Drowning Man (D:Ream 12" mix) - 6:29 6. Drowning Man (Ambient Mix) - 6:45 7. Too Much Information (Ben Chapman Instrumental 12" Mix) - 6:00 8. Too Much Information (Deptford Dub) - 6:01 9. Too Much Information (Album version edit) - 3:59 10. Come Undone (12" Mix Comin’ Together) - 7:21 - CD 13 : Perfect Day (1995) [30:25] 1. Perfect Day - 3:53 2. Femme Fatale (Alternative Mix) - 4:14 3. Love Voodoo (Remix) - 7:36 4. The Needle and the Damage Done - 2:03 5. 911 Is A Joke (alternate version) - 3:49 6. Make Me Smile (Come Up And See Me) - 4:56 7. Perfect Day (acoustic version) - 3:44 - CD 14 : White Lines (1995) [39.52] 1. White Lines (Album version) - 5:26 2. Save a Prayer (Single version) - 5:25 3. None Of The Above (Drizabone mix) - 4:38 4. White Lines (70’s Club Mix) - 7:56 5. White Lines (Oakland Fonk Mix) - 5:30 6. White Lines (Junior Vasquez Mix) - 5:37 7. Ordinary World (Acoustic version – Simon Mayo Show) - 5:16 |